# If You Love Me, Baby
If You Love Me, Baby är en låt med The Beatles och Tony Sheridan från 1961.

## Låten och inspelningen
Beatles spelade tillsammans med sångaren Tony Sheridan in ett antal sånger under sina vistelser i Hamburg men fick även spela in helt egna nummer. Under ledning av arrangören och orkesterledaren Bert Kaempfert gjorde man ett antal inspelningar i Friedrich Ebert-Halle i Hamburg och "If You Love Me, Baby", satte man 24 juni 1961. Då Beatles senare blivit världskända utgavs delar av deras äldre inspelningar och denna låt blev b-sidan på en singel som utgavs 1964 tillsammans med Ain't She Sweet.